# Carmenta
Carmenta ou Carmentis est une divinité romaine, et également prophétesse d'Arcadie. Elle eut de Mercure un fils, Évandre avec lequel elle passa en Italie, où Faunus, roi du Latium, les accueillit favorablement.

## Tradition romaine
C'est à Rome qu'elle reçut le nom de Carmenta. Auparavant, elle s'appelait Nicostraté, Thémis ou Tissandra. Par ce nouveau nom, issu de Carmen (« chant magique »), Rome reconnaissait ses dons prophétiques. Ce fut elle qui prédit à Hercule son glorieux destin.
Elle fut peut-être une déesse des Eaux, et il est certain qu'elle fut une déesse protectrice des femmes en couches ; les femmes romaines lui rendaient un culte.
Carmenta était accompagnée de deux Camènes : Antevorta (ou Anteverta, ou Prorsa, ou Porrima), la « fée du passé », et Postvorta (ou Postverta, ou Postuorta, ou Postuerta, et on trouve aussi s au lieu de t), la « fée de l'avenir ».
Après sa mort à l'âge de 110 ans, elle fut admise parmi les dieux Indigètes de Rome.
On la représente sous les traits d'une jeune fille dont les cheveux, qui frisent naturellement, retombent par anneaux sur les épaules ; elle porte une couronne de fèves, et près d'elle se trouve une harpe, symbole de son caractère prophétique. Un flamine mineur lui était attaché, et sa fête, les Carmentalia, avait lieu les 11 et 15 janvier.
Cette fête aurait été instituée par le Sénat, au IIIe siècle av. J.-C., pour commémorer la lutte victorieuse des femmes romaines qui refusèrent d'avoir des enfants tant que le Sénat n'aurait pas instauré leur droit de voyager en voiture, droit qu'on leur avait récemment retiré.

## Postérité

### Architecture
- Carmenta donna son nom à l'une des portes de Rome, la porte Carmentale, près du Capitole.

### Littérature
- Giovanni Boccacio consacre un chapitre à Carmenta dans son ouvrage De mulieribus claris (Sur les femmes célèbres) publié en 1374[1].
- Christine de Pizan en fait le portrait aux chapitres XXXIII première partie, et V deuxième partie de La Cité des Dames. Carmenta y est présentée comme la créatrice de l'alphabet latin et la prophétesse annonçant Rome.

### Art contemporain
- Carmenta figure parmi les 1 038 femmes référencées dans l'œuvre d’art contemporain The Dinner Party (1979) de Judy Chicago. Son nom y est associé à Sappho[2],[3].